# Lasionycta preblei
Lasionycta preblei là một loài bướm đêm trong họ Noctuidae.